# Theristria basalis
Theristria basalis är en insektsart som beskrevs av Banks 1939. Theristria basalis ingår i släktet Theristria och familjen fångsländor. Inga underarter finns listade i Catalogue of Life.